# NGC 4645
NGC 4645 es una galaxia elíptica (Y) localizada en la dirección de la constelación de Centaurus. Posee una declinación de -41°44′59″ y una ascensión recta de 12 horas, 44 minutos y 09,9 segundos.
A galaxia NGC 4645 fue descubierta en 8 de junio de 1834 por John Herschel.